# Rik Verbrugghe
Rik Verbrugghe (Tienen, 23 de juliol de 1974) és un ciclista belga, ja retirat, que fou professional entre el 1996 i el 2008. Bon rodador, això li va permetre guanyar diverses curses de contrarellotge.
Durant la seva carrera professional aconseguí una quinzena de victòries, sent la seva millor temporada la de 2001, quan guanyà la Fletxa Valona, el Critèrium Internacional, el pròleg del Giro d'Itàlia, la 15a etapa del Tour de França, l'Sprint d'or i el Vélo de cristal.
El Giro d'Itàlia fou la cursa on obtingué millors resultats amb tres victòries d'etapa i portant la maglia rosa durant quatre etapes en l'edició de 2001, sent el primer belga que la vestia en 23 anys. El 2000 va prendre part en els Jocs Olímpics d'Estiu de Sydney, on disputà la cursa en línia del programa de ciclisme.
En retirar-se del ciclisme continuà vinculat a aquest esport i el 2009 passà a desenvolupar tasques de director en diferents equips, primer al Quick Step (2009-2010) i després al BMC Racing. El 2015 passà a dirigir l'equip suís IAM. El 2019 passà a ser l'entrenador nacional de Bèlgica i des del 2021 és el director esportiu de l'Israel Start-Up Nation.

## Palmarès
- 1993
  - 1r al Tour de la província de Namur i vencedor d'una etapa
- 1994
  - Vencedor d'una etapa del Tour de Valònia
- 1995
  - 1r al Circuit d'Hainaut
- 1997
  - Vencedor de 2 etapes del Tour de Valònia
- 2000
  -  Campió de Bèlgica de CRI
- 2001
  - 1r a la Fletxa Valona
  - 1r al Critèrium Internacional i vencedor de 2 etapes
  - Vencedor d'una etapa del Giro d'Itàlia
  - Vencedor d'una etapa del Tour de França
- 2002
  - Vencedor d'una etapa del Giro d'Itàlia
  - Vencedor d'una etapa del Tour de Romandia
- 2005
  - 1r al Gran Premi de Lugano
  - Vencedor d'una etapa del Tour del Benelux
- 2006
  - Vencedor d'una etapa del Giro d'Itàlia

### Resultats al Tour de França
- 1998. 69è de la classificació general
- 1999. 71è de la classificació general
- 2000. Abandona (14a etapa)
- 2001. 112è de la classificació general. Vencedor d'una etapa
- 2002. Abandona (6a etapa)
- 2003. Abandona (14a etapa)
- 2004. 43è de la classificació general
- 2006. Abandona per caiguda (14a etapa)
- 2007. Abandona junt amb tot l'equip Cofidis (17a etapa)

### Resultats al Giro d'Itàlia
- 2001. Abandona (19a etapa). Vencedor d'una etapa. Porta la maglia rosa durant 4 etapes
- 2002. 9è de la classificació general. Vencedor d'una etapa
- 2003. Abandona (4a etapa)
- 2006. Abandona (16a etapa). Vencedor d'una etapa
- 2008. Abandona (11a etapa)

### Resultats a la Volta a Espanya
- 1999. Abandona (4a etapa)
- 2005. 80è de la classificació general